# Елисеевский переулок
Елисе́евский переу́лок (до 1922 года — Ма́лый Чернышёвский переу́лок) — улица в центре Москвы в Пресненском районе между Брюсовым и Леонтьевским переулками. На углу с Брюсовым переулком расположен Храм Воскресения Словущего на Успенском Вражке.

## Происхождение названия
Изначально известен как Малый Чернышёвский — по соседству с Большим Чернышёвским переулком (ныне Вознесенский переулок). Переименован в 1922 году по церкви Елисея-пророка что на Успенском вражке. Церковь была построена в 1620 году, разобрана в 1818 году, после чего в честь пророка Елисея был освящён прежний Покровский придел соседней Воскресенской церкви в Брюсовом переулке (Брюсов переулок, 15/2).

## Описание
Елисеевский переулок отходит под острым углом от Брюсова переулка сразу за Храмом Воскресения Словущего, пересекает Вознесенский и выходит на Леонтьевский. На стрелке с Брюсовым переулком напротив храма находится городской сквер.

## Примечательные здания и сооружения
Все дома по переулку расположены по чётной стороне:
- № 2/15 — Храм Воскресения Словущего на Успенском Вражке;
- Памятник Низами Гянджеви (скульпторы — Т. Зейналов и Э. Зейналов) в сквере около здания посольства Азербайджана. Установлен в 1991 году.
- Памятник Мстиславу Ростроповичу (скульптор А. И. Рукавишников) на углу Брюсова и Елисеевского переулков напротив храма Воскресения Словущего. Открыт 29 марта 2012 года, что было приурочено ко дню 85-летия (27 марта) музыканта.[1]